# Sarah Rivens
Œuvres principales
- Captive (2020)
- Lakestone (2024)

Sarah Rivens (en arabe : سارة ريفنز), connue sous les pseudonymes de theblurredgirl et Sarah Rivens sur les réseaux sociaux, est le nom de plume d'une écrivaine algérienne née le 19 décembre 1999 en Algérie  sa trilogie Captive, issue du genre de la dark romance, elle devient l'Algérienne la plus lue de l’histoire et demeure plusieurs mois en tête des ventes de livres en France.

## Biographie
Sarah naît en Algérie le 19 décembre 1999. Adulte, elle vit à Alger et est responsable administrative dans une salle de sport. Parallèlement, elle écrit pour elle-même des histoires qu'elle finit par publier à partir de 2019 sur la plateforme d'écriture en ligne Wattpad,.
Début 2023, elle atteint la plus haute marche du podium des ventes de livres en France, avec sa saga Captive détrônant les Mémoires du prince Harry. Elle devient également l'Algérienne la plus lue de l’histoire, avec 9 millions de lecteurs. Elle vit actuellement entre Alger et Paris.

## Carrière littéraire

### Débuts
Depuis son plus jeune âge, Sarah Rivens nourrit une passion pour l'écriture, rédigeant des chapitres indépendants exclusivement pour elle-même. En 2019, elle franchit le pas en publiant ses toutes premières histoires sur la plateforme d'écriture en ligne Wattpad. Ses écrits rencontrent un succès immédiat et lui permettent de se faire remarquer sur les réseaux sociaux.

### Captive
Sarah Rivens connaît un énorme succès avec sa saga Captive, d'abord publiée sous le pseudonyme « theblurredgirl » sur Wattpad,. Entre fin 2020 et début 2021, en pleine pandémie de Covid-19, un buzz important se crée sur les réseaux sociaux, en particulier sur TikTok avec le hashtag #captivewattpad. La saga attire rapidement plus de 9 millions de lecteurs sur Wattpad. La maison d'édition HLAB (Hachette Livre) remarque ce succès et signe un contrat d'édition avec Sarah dit Sarah Rivens, elle choisit de garder son patronyme secret pour produire les tomes suivants.
Traduite en dix langues, la série connaît un grand succès commercial, avec une forte croissance des ventes. La sortie en version papier du premier tome est prévue pour fin août 2022, avec un tirage important de 10 000 exemplaires. Dès la première journée de vente, le roman est en rupture de stock. En avril 2023, la trilogie Captive s'est déjà vendue à plus de 350 000 exemplaires en version papier et à 50 000 exemplaires en version numérique. Les ventes continuent à un rythme de plus de 5 000 exemplaires par semaine. Fin mai 2023, elle est en tête des ventes de livres depuis trente-sept semaines, devant Louis-Ferdinand Céline et Stephen King. Plus d'un demi-million d'exemplaires ont été imprimés et sont disponibles en magasin. En revanche, en Algérie, le grossiste chargé d'importer la trilogie n'a toujours pas été homologué par les autorités.
Cette histoire d'amour violente passionne en particulier de jeunes lectrices utilisatrices des réseaux sociaux.

### Lakestone
Le premier tome de cette duologie est sorti en janvier 2024. Pour marquer le coup d'envoi de ce livre tant attendu, BMR a décidé de créer un Pop-Up Store.

#### Critiques
Certaines critiques mettent en avant le fait qu'il s'agit plus d'un phénomène éditorial que de véritable littérature. « Pour comprendre le phénomène Captive, il faut aller chercher ailleurs qu'en littérature, puisqu'il en est finalement peu question. De son propre aveu, l'autrice “ne lit plus depuis quelques années” et ses passions sont tout sauf littéraires — elle aime la série Modern Family et des documentaires sur les réseaux criminels », lit-on dans un article du Figaro publié le 26 mai 2023 qui emploie en outre l'expression d'« indigence littéraire ».
D'autres regrettent que le genre de la dark romance, qui décrit une relation amoureuse toxique, mette à mal l'égalité homme-femme tout en risquant de rendre désirables les violences conjugales. L'autrice Camille Emmanuelle affirme ainsi qu'« avec la dark romance, on est dans la culture du viol ».
Enfin, la question de l'âge des lectrices est également soulevée. Même si des avertissements figurent au début du livre, celui-ci est plébiscité par de jeunes adolescentes.

## Œuvres
- Captive — tome 1, Editions BMR, 24 août 2022, 544 p. (ISBN 978-2017206934)[20]
- Captive 1.5 — Perfectly Wrong, Editions BMR, 2 novembre 2022, 603 p. (ISBN 978-2017206941)[21]
- Captive — tome 2, Editions BMR, 25 janvier 2023, 600 p. (ISBN 2017206954)[22]
- Captive — tome 2 Bonus, Editions BMR, 9 décembre 2022 [23]
- Lakestone — tome 1, Editions BMR, 24 janvier 2024, 794 p. (ISBN 978-2017207030)[24],[25]
- Lakestone — tome 2, Editions BMR, 23 avril 2025, 800 p. (ISBN 978-2017286219)

### Vidéos
- [vidéo] Sarah Rivens - Captive
- [vidéo] Fnac Interview : Sarah Rivens (Captive)